# Markus Feulner
Markus Feulner (12 de fevereiro de 1982 em Scheßlitz) é um jogador de futebol alemão, atualmente pertecente ao Augsburg.

## Carreira

### Início de Carreira
Feulner passou pela academia do Bayern de Munique, mas não foi capaz de conquistar um lugar na equipe principal. Em Janeiro de 2004, ele assinou para defender o 1. FC Köln. Dificultado por lesões, Feulner só pode jogar 38 jogos pela equipe principal, em duas temproadas e meia que o clube moveu-se dentro e fora da principal categoria do futebol alemão.
Depois de um segundo rebaixamento com o Köln, em 2006, Feulner assina com o 1. FSV Mainz 05.[carece de fontes?] Desde então, apesar do Mainz ter sido rebaixado no ano seguinte, ele evoluiu para um influente meio-campista para o clube e houve rumores de ter atraído interesse de equipes de alto escalão, como Bayer Leverkusen.

### Borussia Dortmund
Em 18 de Março de 2009, foi anunciado que Feulner assinou contrato de três temporadas com o Borussia Dortmund. Ele foi oficialmente apresentado em 1 de Julho de 2009 em uma transferência gratuita onde se encontrou com o seu antigo treinador Jürgen Klopp.

## Títulos
Títulos em Clubes
- Bundesliga: 2003, 2011
- Copa da Alemanha: 2003